# 悪魔城ドラキュラ (スーパーファミコン版)
『悪魔城ドラキュラ』（あくまじょう-、英題: Super Castlevania IV）は、コナミから1991年10月31日にスーパーファミコン用に発売されたアクションゲーム。悪魔城ドラキュラシリーズ初のスーパーファミコン用タイトルである。アメリカでは同年12月に、ヨーロッパでは1992年8月27日に発売。
ファミコン、MSX2、アーケード、X68000でもサブタイトル無しの同名作品が発売されており、ストーリーは蘇った魔王ドラキュラ伯爵を倒しに悪魔城へ乗り込むなどの点は共通しているが、ステージ構成や音楽などはほぼ一新されている。
2006年にはインターネットのi-revoにてダウンロード配信され、同年にWiiのバーチャルコンソールで、2013年にはWii Uのバーチャルコンソールでもダウンロード配信され、2016年にはNew 3DSのSFC版バーチャルコンソールにて配信された。

## ゲーム内容

### システム
「悪魔城ドラキュラ」の項の、システムに関する説明も参照。
ゲームシステムは横視点スクロールのステージクリア型ジャンプアクション。プレーヤーは主人公のシモン・ベルモンドを操作し、悪魔城内に入るまでに、悪魔城周辺の広大な敷地内にある多彩な5つのステージを通過し、全部で11のステージを順にクリアしていく。ステージ分岐はないが、一部のステージには隠し部屋が存在する。ステージ内にエリア単位の区分けはあるが、その間にファミコン版のような扉は設置されていない。
ファミリーコンピュータ用ソフトの『悪魔城ドラキュラ』（1986年）や『悪魔城伝説』（1989年）に比べ、キャラクターのグラフィックが大きくなった。メイン武器は鞭で、操作アクションも大幅に変更されている。通常の横方向だけでなく、真上や斜め、ジャンプ中は下方向にも打つことが可能で、8方向に打ち分けることができる。また、静止中に鞭攻撃ボタンを押したままにすると鞭を垂らし、空中を飛んでくる敵や飛び道具に対して簡易防御のように使うこともでき、この状態で十字キーを入れると鞭をぐにゃぐにゃと振り回し、近くにいる敵を連続で攻撃することもできる。ただし、鞭を垂らしたり振り回したりしている状態の攻撃力は低い。他に新たな使用法として、ステージ中の所々にあるコウモリの形をしたリングに鞭を引っ掛けることで、シモンが振り子のように鞭でぶら下がってジャンプ移動できる。鞭の操作以外にも、ジャンプ中の空中制御やしゃがみ移動ができるようになり、ジャンプして十字キー上を押したままにすると階段の途中へ飛び乗ることも可能になっている。また、スーパーファミコンになったことでボタンが増えたことにより、サブウェポン攻撃が1つのボタンで行えるようにもなった（デフォルトではRボタン）。
ゲームオーバー時には『悪魔城伝説』同様にプレイヤー名と4×4の行列にアイテムアイコンが表示され、電源を切ってもこのパスワードを入力することで進んだステージから再開することができる。

### 演出
悪魔城ドラキュラシリーズの世界観はゴシックホラーを基にしているが、本作ではシリーズの他の作品と比べてもホラー部分が強調されており、ゲーム全体にわたって徹底したホラーの雰囲気作りが行われている。各ステージはどれも暗い色彩で緻密に描かれており、怪物の巣食う古城とその敷地内という雰囲気をよく出している。音楽も他の作品と比べて暗めなものが多く、雰囲気作りの演出としての役割も強い。オープニングタイトル画面もそうしたホラー演出が行われている。不気味な音楽が流れるなか、気味の悪い虫が這う古びたレンガの壁が映し出され、「悪魔城ドラキュラ」のロゴからは血が滴り落ちる。稲妻が光り、コウモリが飛ぶ音とともにコウモリの影が壁に映し出される。メニューをセレクトすると狼の遠吠えがする。ゲームは終始この様な調子で進行する。
各ステージはどれも不気味ながら個性的なものとなっているほか、新しく登場した敵キャラクターも舞踏会の参加者の姿をした亡霊、中身の無い棺おけ、絵画の中から手を伸ばす女など印象に残るものが多い。仕掛けも同様に多彩なものとなっている。なお、ゲーム全体にわたってホラーの雰囲気作りが行われているのに対し、ドラキュラを倒した後のエンディングの演出は短いながらもプレイヤーに解放感を与えるものとなっている。
スーパーファミコンの機能を生かした様々な演出も行われている。多重スクロールをはじめとして、背景として動く物体、複数のBGを利用したフェンスの奥と手前を移動できるステージ、拡大縮小回転機能を生かした回転する部屋、回転する筒の中のような通路、振り子のように揺れる巨大なシャンデリアの上を渡っていく部屋、半透明機能を使った無数の亡霊（敵ではなく、演出なのでダメージは受けない）が湯気のように画面を流れていくステージなど、スーパーファミコンの機能が多彩な方法で活用されている。敵やボスの中にも、拡大回転縮小するものや、半透明のものが存在する。

## ストーリー
過去に幾度か復活を遂げた魔王であったが、全世界を征服しようとする魔王の野望はベルモンド一族によって打ち砕かれた。魔王が人間界から追放されてから百年が経とうとしていた頃、トランシルバニアでは干ばつが続き、かつての繁栄に陰りが訪れていた。
そんな折、ある日邪悪な雷雲が町を覆い、一筋の稲妻が町に落ちた。その時過去最強の魔王が魔物軍団を引き連れて人間界へと舞い戻ってきた。これに対し、ベルモンド一族の血を引く青年シモンは、人間界の解放を誓い、圧倒的な勢力に不安を抱きながらも先祖伝来の不思議な力を秘めたムチを手に悪魔城へと単身乗り込むのであった。

## 他機種版
| No. | タイトル                                                                        | 発売日                                      | 対応機種                                         | 開発元 | 発売元   | メディア                            | 型式 | 売上本数 | 備考                                                                  |
| --- | ------------------------------------------------------------------------------- | ------------------------------------------- | ------------------------------------------------ | ------ | -------- | ----------------------------------- | ---- | -------- | --------------------------------------------------------------------- |
| 1   | 悪魔城ドラキュラ                                                                | 2006年                                      | Windows                                          | コナミ | アイレボ | ダウンロード (i-revo)               | -    | -        |                                                                       |
| 2   | 悪魔城ドラキュラ Super Castlevania IV                                           | 2006年12月2日 2006年12月25日 2006年12月26日 | Wii                                              | KDE    | KDE      | ダウンロード (バーチャルコンソール) | -    | -        |                                                                       |
| 3   | 悪魔城ドラキュラ Super Castlevania IV                                           | 2013年9月11日 2013年10月31日                | Wii U                                            | KDE    | KDE      | ダウンロード (バーチャルコンソール) | -    | -        |                                                                       |
| 4   | Super Castlevania IV 悪魔城ドラキュラ                                           | 2016年9月8日 2016年11月21日                 | Newニンテンドー3DS                               | KDE    | KDE      | ダウンロード (バーチャルコンソール) | -    | -        |                                                                       |
| 5   | SNES Classic Edition Nintendo Classic Mini: Super Nintendo Entertainment System | 2017年9月29日                               | -                                                | 任天堂 | 任天堂   | 内蔵ソフト                          | -    | -        |                                                                       |
| 6   | 悪魔城ドラキュラ アニバーサリーコレクション                                     | 2019年5月16日                               | Nintendo Switch PlayStation 4 Xbox One PC(Steam) | M2     | KDE      | ダウンロード                        | -    | -        | 収録ソフトの一つ アップデートにより英語版(Super Castlevania IV)が追加 |

## スタッフ
- メインプログラマー: Jun Furano（上野雅弘）
- プレイヤープログラマー: Yaipon（八井田満）
- エネミープログラマー: Great K Nitta（新田晴紀）、Ete Pow Konoz、Jun Furano（上野雅弘）、Yaipon（八井田満）
- メインデザイナー: Nyankun Hara（原エミ）
- VRAMデザイナー: Nyankun Hara（原エミ）、S Kushibuchi（櫛渕敏）
- オブジェクトデザイナー: Pechi、S Kushibuchi（櫛渕敏）、Nyankun Hara（原エミ）
- サウンドデザイナー: Masanori Oodachi（安達昌宣）、Souji（荘司朗）、Taro（工藤太郎）
- スーパーボイス: Akkun
- トータルディレクター: Jun Furano（上野雅弘）
- プロデューサー: Mr Kitaue（北上一三）

## 評価
ゲーム誌『ファミコン通信』の「クロスレビュー」では、7・8・8・6の合計29点（満40点）、『ファミリーコンピュータMagazine』の読者投票による「ゲーム通信簿」での評価は以下の通りとなっており、23.25点（満30点）となっている。この得点はスーパーファミコン全ソフトの中で34位（323本中、1993年時点）となっている。また、同雑誌1991年5月24日号特別付録の「スーパーファミコン オールカタログ」では、「ムチの動きが多彩になり、特性をいかした攻略ができるようになっている。また、スーパーファミコンの回転拡大縮小機能を使った演出も、見逃すことができない」と紹介された。その他、『SUPER FAMICOM Magazine』1993年8月情報号特別付録の「スーパーファミコンオールカタログ'93」巻末に収録されている「部門別ベスト30」では、総合10位、音楽・効果音14位を獲得している。
| 項目 | キャラクタ | 音楽 | 操作性 | 熱中度 | お買得度 | オリジナリティ | 総合  |
| 得点 | 3.96       | 4.13 | 3.79   | 4.06   | 3.64     | 3.68           | 23.25 |

## 関連商品
- 攻略本
  - 『悪魔城ドラキュラのすべて スーパーファミコン版』、手塚一郎、ベントスタッフ【編】、JICC出版局、1991年12月25日、ISBN 9784796602464
- サウンドトラック
  - 『悪魔城ドラキュラ ベスト2』コナミ、1991年12月5日